# Noboru Shimura
Noboru Shimura (志村 謄 Shimura Noboru?, nacido el 11 de marzo de 1993 en Saitama) es un futbolista japonés que juega como defensa en F. K. Spartak Subotica de la Superliga de Serbia.
En 2019, Shimura se unió al FC Machida Zelvia de la J2 League.

## Trayectoria

### Clubes
| Club                       | País       | Año               |
| -------------------------- | ---------- | ----------------- |
| FK Berane                  | Montenegro | 2015              |
| FK Mornar Bar              | Montenegro | 2015 - 2016       |
| FK Bokelj Kotor            | Montenegro | 2016              |
| FK Sutjeska Nikšić         | Montenegro | 2016 - 2017       |
| F. K. Spartak Subotica     | Serbia     | 2017 - Presente   |
| FC Machida Zelvia (cesión) | Japón      | 2019              |
| F. K. Spartak Subotica     | Serbia     | 2020 - Actualidad |

## Estadística de carrera

### J. League
| Club              | Año   | J. League | J. League | Copa J. League | Copa J. League | Total | Total |
| Club              | Año   | Part.     | Goles     | Part.          | Goles          | Part. | Goles |
| ----------------- | ----- | --------- | --------- | -------------- | -------------- | ----- | ----- |
| FC Machida Zelvia | 2019  | 2         | 0         | -              | -              | 2     | 0     |
| Total             | Total | 2         | 0         | 0              | 0              | 2     | 0     |